# Dlouhá Lhota (Maršovice)
Dlouhá Lhota je malá vesnice, část městyse Maršovice v okrese Benešov. Nachází se asi 4 km na severovýchod od Maršovic. V roce 2009 zde bylo evidováno 24 adres.
Dlouhá Lhota leží v katastrálním území Zahrádka u Benešova o výměře 8,22 km².

## Historie
První písemná zmínka o vesnici pochází z roku 1398.
Za druhé světové války se ves stala součástí vojenského cvičiště Zbraní SS Benešov a její obyvatelé se museli 31. prosince 1943 vystěhovat.